# Ardashir Mirza Rukn al-Dawla
Ardashir Mirza Rukn al-Dawla (1805/1806-1866) fou el novè fill del príncep Abbas Mirza Qadjar, governador de l'Azerbaidjan.
Va exercir alguns governs locals per compte del seu pare. A la mort de Fath Ali Shah el 1834 seguida de la revolta de diversos prínceps, va ser encarregat de tractar amb els rebels Ismail Mirza (governador de Shahrud i Bistam) i amb un fill de Fath Ali Shah; al seu retorn fou nomenat governador de Gurgan.
El 1836 Muhammad Shah Qadjar va fer una expedició contra els turcmans de Gurgan i per recuperar Herat i a l'arribar a Gurgan va enviar a Ardashir Mirza a Teheran per actuar com a regent en la seva absència. Quan el xa va retornar a Teheran, Ardashir fou nomenat governador de Mazanderan on va restar set anys durant els quals es va revoltar Hazrat-e Isan, que tenia el suport dels turcmans i es va proclamar imam, i Ardashir Mirza fou encarregat de dominar aquesta revolta juntament amb Muhammad Hasan Khan al-Iravani, i ho van aconseguir.
El 1846 fou nomenat governador de Luristan i Khuzestan on va dominar alguns desordres locals i va tenir com a visir al cristià Sulayman Khan Masihi Siham al-Dawla; primer es va restablir l'orde a Golpayagan, Khansar, Čahār Mahal i Faridan i després van anar al Luristan on els rebels Piranvand, Sagvand, i altres caps tribals foren fets presoners i enviats a Teheran; finalment va anar cap a Shushtar i Dezful pacificant tot el país. Al final del seu govern va tornar a ser governador de Mazanderan (vers 1850) i després de Teheran (1853) quan estava absent Nasir al-Din, i va romandre al càrrec fins al 1856.
En aquest darrer any se li va donar el títol de Rukn al-Dawla i fou nomenat governador de l'Azerbaidjan, lloc que va tenir dos anys, i el 1859 fou nomenat governador de Gilan on va restar altres dos anys.
Va morir el 1866 a causa dels seus excessos amb la beguda.